# Fest- und Gedenksprüche
Fest- und Gedenksprüche (Frasi di festival e commemorazioni), Op. 109, è un ciclo di tre mottetti per doppio coro misto di Johannes Brahms. Completò il lavoro, mettendo in musica versi biblici, nel 1889 e lo dedicò a Carl Petersen. Fu pubblicato nel 1890 da Simrock.
Il soggetto è legato all'allora recente unificazione della Germania nel 1871 e la musica è adatta per feste nazionali commemorative.

## Storia

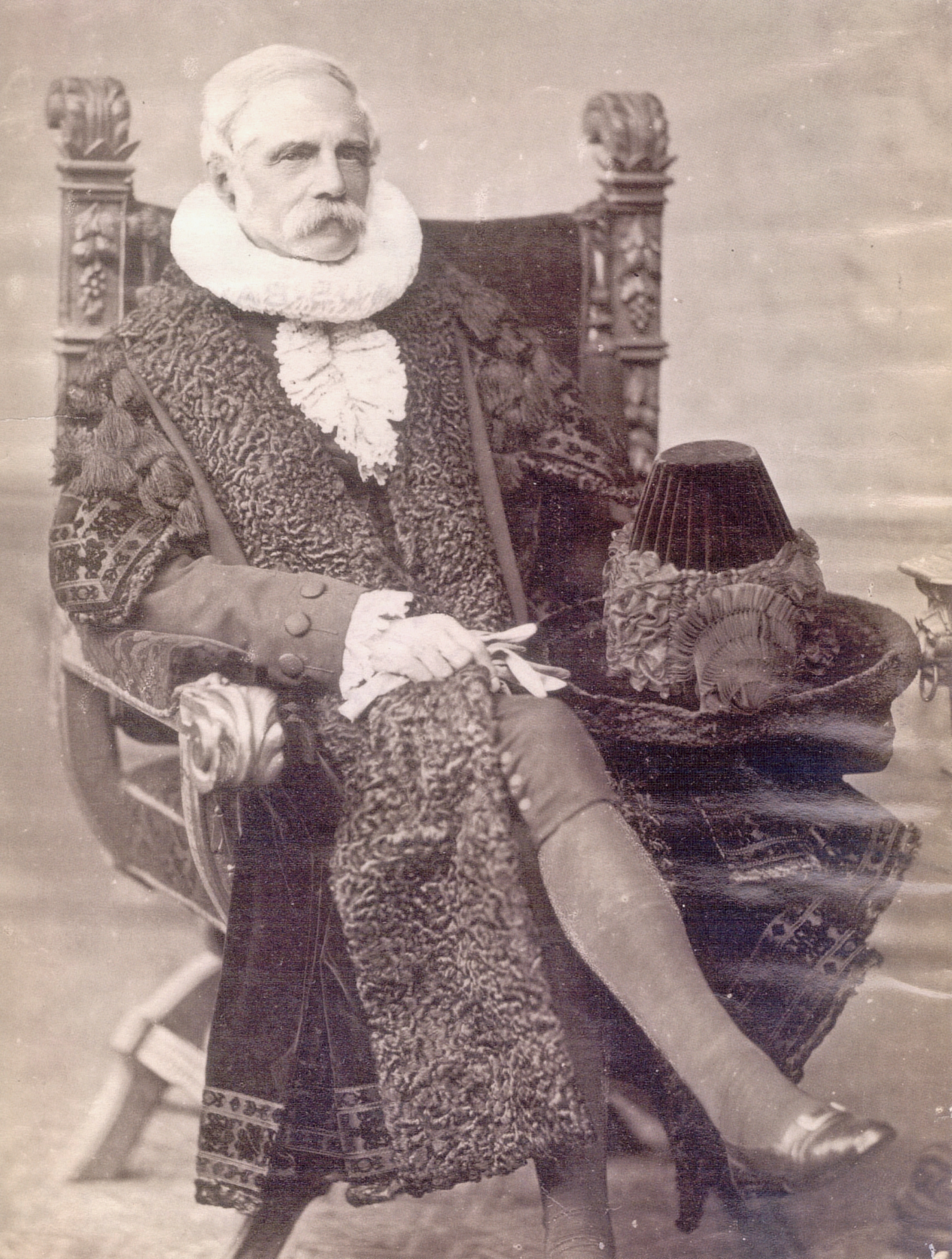
Carl Petersen, a cui l'opera è dedicata

Brahms compose l'opera in risposta al suo riconoscimento da parte della città di Amburgo come cittadino onorario. Scelse versi biblici nella traduzione di Martin Lutero e iniziò la composizione per un doppio coro misto a cappella nel 1888. Dedicò l'opera a Carl Petersen, allora sindaco di Amburgo.
I titoli originali dei tre movimenti sono:
| 1. Unsere Väter hofften auf dich |
| 2. Wenn ein starker Gewappneter  |
| 3. Wo ist ein so herrlich Volk   |

I versi biblici scelti, Sprüche o dicta, riguardano un popolo (Volk), la sua cultura nazionale e la tradizione tramandata da padri a figli. Gli argomenti corrispondevano alla recente unificazione della Germania a un impero (Kaiserreich) nel 1871, che portò a festeggiamenti nel paese. Brahms ha usato un doppio coro per illustrare sia gli argomenti che l'unificazione. La sua impostazione è stata considerata come "un baluardo ottimistico contro gli antagonismi centrifughi che presto avrebbero assediato la giovane nazione tedesca".
Il lavoro fu eseguito per la prima volta ad Amburgo il 9 settembre 1889, con l'aiuto di sei ottoni, tre per ogni coro (per il sostenere i cantanti contralto, tenore e basso), per la cerimonia di cittadinanza onoraria del Cäcilienverein, ampliato a circa 400 cantanti, diretti da Julius Spengel. Lo spettacolo faceva parte del Musikfest in der Hamburgischen Gewerbe- und Industrieausstellung (Festival musicale nella mostra dei mestieri e dell'industria di Amburgo). Fu pubblicato da Simrock nel febbraio 1890. Seguirono spettacoli in Germania durante i festeggiamenti per commemorare la Germania unificata.

## Struttura e musica
La tabella seguente mostra l'incipit, la notazione, la chiave e il tempo.
|     | Inizio del testo              | Traduzione                        | Fonte biblica                      | Notazione                                       | Chiave      | Tempo |
| --- | ----------------------------- | --------------------------------- | ---------------------------------- | ----------------------------------------------- | ----------- | ----- |
| I   | Unsere Väter hofften auf dich | I nostri padri speravano in te    | Salmi 22:56 Salmi 29:11            | Feierlich bewegt (Solennemente commosso)        | fa maggiore | 3⁄4   |
| II  | Wenn ein starker Gewappneter  | Quando un uomo forte e armato     | Luca 11:21 Luca 11:17 Matteo 12:25 | Lebhaft und entschlossen (Vivace e determinato) | do maggiore |       |
| III | Wo ist ein so herrlich Volk   | Dov'è un popolo così meraviglioso | Deuteronomio 4:7,9                 | Froh bewegt (Gioiosamente commosso)             | fa maggiore |       |

Il primo mottetto, "Unsere Väter hofften auf dich" ("In te si sono fidati i nostri padri"), è annotato Feierlich bewegt (solennemente commovente). In triplo tempo, inizia con il coro diviso in due gruppi di quattro voci nel modo della musica policorale veneziana. Inizia il secondo coro, il primo risponde una battuta dopo e in modo abbellito. Finisce in tempo pari, in un passaggio di libero contrappunto per tutte le parti.
Il mottetto centrale, "Wenn ein starker Gewappneter" ("Quando un uomo pesantemente armato") è contrassegnato con Lebhaft und entschlossen (vivace e determinato). È una forma ternaria, con un inizio che ricorda Händel. La sezione centrale è in do minore e illustra drammaticamente il testo "ein Haus fället" (una casa cade).
L'ultimo mottetto, "Wo ist ein so herrlich Volk" ("Dov'è una nazione così grande"), è contrassegnato Froh bewegt (con gioia commovente). È ambientato di nuovo nello stile veneziano, con canti antifonici a terrazze. Culmina con una ricapitolazione del suo inizio sopra un punto di pedale.